# Université de Notre-Dame-du-Lac
Pour les articles homonymes, voir Université de Notre-Dame d'Australie.
L'université de Notre-Dame-du-Lac ou université de Notre-Dame (en anglais : University of Notre Dame du Lac) est une université catholique américaine située à South Bend en Indiana.

## Historique
L'université fut fondée en 1842 par Édouard Sorin, un prêtre français de la congrégation de Sainte-Croix. Elle devient rapidement un centre important de la vie catholique aux États-Unis. C'est ainsi qu'en juillet 1894, elle accueille en son sein la première convention eucharistique nationale qu'organisent Mgr Pierre-Joseph Hurth, CSC et le Père Bede Maler, OSB.
En anglais le nom se prononce /ˌnoʊtər ˈdeɪm/.

## Divers
Les Fighting Irish de Notre Dame constituent la branche sportive de l'université de Notre-Dame. L'équipe de football américain de Notre-Dame (treize titres nationaux) est la plus titrée des équipes universitaires américaines.
L'université abrite une reproduction de la grotte de Lourdes à l'échelle 1/7e, où les étudiants peuvent venir se recueillir, et où sont célébrées des messes en plein air. Sa construction a nécessité de réunir des blocs de pierres de plus de 2 tonnes. Une des pierres est originaire de la grotte originale située en France.

## Classement
L’université de Notre-Dame peut être considérée comme la plus prestigieuse des universités catholiques des États-Unis. En 2017, elle est classée 15e meilleure université nationale.

## Dans la culture populaire
Dans la série À la Maison-Blanche (The West Wing), le président des États-Unis Josiah « Jed » Bartlet a fait ses études supérieures à Notre-Dame. Dans Mr. et Mrs. Smith, John Smith (Brad Pitt) avoue à sa femme ne pas avoir fait ses études au MIT mais à Notre-Dame.